# Этна (тауншип, Миннесота)
Этна (англ. Aetna) — тауншип в округе Пайпстон, Миннесота, США. На 2000 год его население составило 201 человек.

## География
По данным Бюро переписи населения США площадь тауншипа составляет 91,3 км², из которых 91,2 км² занимает суша, a вода составляет 0,03 %.

## Демография
По данным переписи населения 2000 года здесь находились 201 человек, 74 домохозяйства и 60 семей.  Плотность населения —  2,2 чел./км².  На территории тауншипа расположена 81 постройка со средней плотностью 0,9 построек на один квадратный километр. Расовый состав населения: 98,51 % белых и 1,49 % приходится на две или более других рас.
Из 74 домохозяйств в 35,1 % воспитывались дети до 18 лет, в 77,0 % проживали супружеские пары, в 2,7 % проживали незамужние женщины и в 17,6 % домохозяйств проживали несемейные люди. 16,2 % домохозяйств состояли из одного человека, при том 5,4 % из — одиноких пожилых людей старше 65 лет. Средний размер домохозяйства — 2,72, а семьи — 3,05 человека.
26,9 % населения — младше 18 лет, 8,5 % — в возрасте от 18 до 24 лет, 27,9 % — от 25 до 44, 21,9 % — от 45 до 64, и 14,9 % — старше 65 лет. Средний возраст — 36 лет. На каждые 100 женщин приходилось 118,5 мужчин.  На каждые 100 женщин старше 18 приходилось 110,0 мужчин.
Средний годовой доход домохозяйства составлял 32 292 доллара, а средний годовой доход семьи —  38 125 долларов. Средний доход мужчин —  16 875  долларов, в то время как у женщин — 19 821. Доход на душу населения составил 13 623 доллара. За чертой бедности находились 12,7 % семей и 14,3 % всего населения тауншипа, из которых 15,1 % младше 18 и 14,3 % старше 65 лет.